# Antonella Carta
Antonella Carta (* 1. März 1967 in Nuoro, Sardinien) ist eine ehemalige italienische Fußballspielerin. Die Mittelfeldspielerin spielte von 1984 bis 1999 für die italienische Nationalmannschaft der Frauen und erzielte 28 Tore.
Ihr erstes Länderspiel absolvierte Brenzan am 8. April 1984 in Rom im Hinspiel des EM-Halbfinales gegen Schweden, das mit 2:3 verloren wurde. Beim Rückspiel 20 Tage später kam sie nicht zum Einsatz. Im August nahm sie dann mit Italien an der Mundialito in Jesolo und Caorle teil, sie wurde aber nur im ersten Gruppenspiel beim 1:2 gegen Deutschland eingewechselt. Ihre Mannschaft gewann das Turnier durch ein 3:1 im Finale gegen Deutschland. Beim darauf folgenden „Torneo delle Dolomiti“ wurde sie in beiden Spielen gegen die Tschechoslowakei und Ungarn eingesetzt. Beim anschließenden „Xi’an Women’s Tournament 1984“, das Italien als Dritter abschloss, kam sie in den Spielen gegen Nationalmannschaften nicht zum Einsatz.
In den nächsten 28 Spielen fehlte sie nur einmal und nahm in dieser Zeit an der Mundialito 1985, bei der Italien im Finale gegen England verlor, der Mundialito 1986, bei der sie mit ihrem ersten Länderspieltor im Finale gegen die USA den 1:0-Siegtreffer erzielte, und der EM-Endrunde 1987 teil, bei der Italien den dritten Platz belegte. Bei der Mundialito 1988 kam sie dann nicht zum Einsatz kam, bei der Italien Zweiter wurde.
Bei der EM-Endrunde 1989 war sie dann auch dabei, sie war dann aber im Halbfinale gegen Deutschland die erste von vier Italienerinnen die beim Elfmeterschießen verschossen. Da auch das anschließende Spiel um Platz 3 gegen Schweden verloren wurde, wurde Italien nur Vierter.
Zwei Jahre später lief es nicht besser. Wieder trafen sie im Halbfinale der EM-Endrunde auf Deutschland und diesmal verloren sie schon in der regulären Spielzeit mit 0:3. Und auch das Spiel um Platz 3 wurde wieder verloren – diesmal gegen Dänemark. Immerhin hatte sich Italien durch die Endrundenteilnahme für die erste offizielle WM der Frauen qualifiziert, Carta wurde aber nicht nominiert.
1992 wurde sie dann in sieben von acht Spielen eingesetzt, 1993 aber nur in drei von neun und auch nicht bei der EM-Endrunde 1993 in ihrer Heimat, bei der sie nur Ersatzspielerin war. In der Folgezeit wurde sie zwar zumeist eingesetzt, im Viertelfinale der EM 1995, bei dem Italien in zwei Spielen an Norwegen scheiterte, aber nur im Rückspiel. Da Dänemark der bessere Viertelfinalverlierer war, hatten die Italienerinnen damit sowohl die WM 1995 als auch das erste olympische Fußballturnier bei den Olympischen Spielen in Atlanta verpasst. Im März 1995 nahmen die Italienerinnen an der zweiten Ausgabe des Algarve-Cups teil, konnten aber nach zwei Niederlagen und einem Sieg nur um Platz 7 gegen Gastgeber Portugal spielen und gewannen mit 4:1, wozu sie mit einem Tor beitrug. Danach nahm Italien erst 2004 wieder teil, als sie ihre Karriere schon beendet hatte.
Carta nahm auch an der EM 1997 teil, bei der die Italienerinnen nur das Finale gegen Titelverteidiger Deutschland verloren. Im Gruppenspiel gegen die Deutschen hatte sie mit ihrem ersten EM-Tor für den 1:1-Ausgleich gesorgt.
Laut ihrer persönlichen Statistik beim italienischen Verband machte sie am 5. Mai 1998 in der Qualifikation für die WM 1999 im ersten Spiel der Italienerinnen gegen Finnland ihr 100. Länderspiel.
Bei der WM 1999 gehörte sie auch zum Kader und wurde in den ersten beiden Gruppenspielen gegen Deutschland und Brasilien eingesetzt. Da die Italienerinnen aber nach der Vorrunde ausschieden, verpassten sie damit auch das Fußballturnier bei den Olympischen Spielen in Sydney. Laut ihrer persönlichen Statistik beim italienischen Verband war das Gruppenspiel gegen Brasilien ihr 110. und letztes Länderspiel. In der FIFA-100er-Liste vom 7. Januar 2011 wird sie mit 119 Spielen im Zeitraum 1984 bis 1999 genannt.